# Оруг Темур-хан
Оруг Темур-хан (д/н —1408) — 8-й великий каган Монгольського ханства в 1402—1408 роках. Відомий також як Ґулічі.

## Життєпис
Про батьків замало відомостей. Більшість вважає його сином Хуухай Тайу (Худай-Тайю, Хутхай Тафу), нойона ойратського племені чорос. . Замалоду звався Угечі (в китайських джерелах Ґулічі). Просунувся державними щабліями за правління кагана Нігулесугчі-хана. Спільно з Батулою, тайші племені чорос, фактично керував ойратами — туменами племені тогрут (однієї з гілок ойратів). 
Десь на початку 1390-х років отримав титул нойон. У 1399 році спільно з Батулою атакував ставку кагана, якого вбив. Після цього встановив владу над Монгольським ханством, яку поділяв з Батулою. Для зміцнення свого становища оженився на Олджейту-гоа-бігечі, удові Нігулесугчі-хана. Сина останнього — Аджая — всиновив, надавши титул тайши.
У 1400 році східні монголи обрали каганом сина Нігулесугчі-хана — Гун Темур-хана, з яким ойрати на чолі із Угечі-Хашигу розпочали війну. Того ж року Угечі прийняв китайське посольство, встановивши дипломатичні стосунки з династією Мін. У 1402 році завдав поразки Гун Темур-хану, який загинув. після цього оголосив себе ханом, прийнявши ім'я Оруг Темур-хан.
Не почував себе досить впевненим у всій Монголії. Тому у східній частині каганату призначив намісника з широкими повноваженнями, яким став Аргутай, що отримав титул чінгсанга (державний міністр). Також налагодив мирні стосунки з династією  Мін. Задля цього скасував титул імператор Великої Юань, залишивши собі лише титул кагана. 
Але вже у 1403 році проти кагана виступив Олдз Темур-хан, син Нігулесугчі-хана. Невдовзі Оруг Темур-хан зазнав поразки й зосередив владу в західній Монголії. У 1407 році вдалося захопити оазу Хамі. Невдовзі проти нього повстав Батула, на бік  якого перейшов  Аргунтай. У 1408 році Оруг Темур-хана було вбито Аргутаєм. Усю Монголію об'єднав Олдз Темур-хан.